# Ghislain Thierry Maguessa Ebomé
Ghislain Thierry Maguessa Ebomé est un homme politique congolais né le 30 avril 1975 à Ouesso. Il est Ministre de l’Enseignement technique et professionnel au sein du gouvernement Makosso depuis mai 2021, ainsi que député de la circonscription de Sembé depuis août 2022. 
Membre du Parti congolais du travail (PCT), il a été maire de Ouesso de 2014 à 2017.

## Biographie
Ghislain Thierry Maguessa Ebomé naît le 30 avril 1975 à Ouesso, dans le département de la Sangha. Il est le fils de Charles Germain Maguessa Falanga, qui fut le premier député élu de Ouesso.
Titulaire d'un doctorat en philosophie, il est membre de la Société congolaise de philosophie, et enseigne également cette discipline à l'université Marien-Ngouabi en tant que chargé de cours.
À partir de 2002, il devient l'attaché politique du deuxième questeur du Sénat congolais, fonction qu'il occupe jusqu'en 2012. En parallèle, il se porte candidat indépendant aux législatives de 2007 dans la circonscription de Ouesso, où il finit 3e sur 14 candidats. En 2009, il apporte son soutien au président Denis Sassou-Nguesso lors de l'élection présidentielle. 
Devenu membre du Parti congolais du travail (PCT), il en est exclu en mai 2012 pour avoir exprimé son désaccord avec le mode de désignation des candidats aux élections. Il se présente à nouveau lors des législatives de 2012 à Ouesso en tant que candidat indépendant, arrivant en tête lors du premier tour avec 48,64 % des voix, mais perdant face à Ndinga Makanda (PCT) au second tour. Il retourne par la suite travailler au Sénat en 2013, devenant l'assistant du président de la commission « économie et finance ». 
En 2014, il est élu maire indépendant de Ouesso, sa ville natale. Il n'y reste cependant que 3 ans au lieu des 5 prévus, étant remplacé en 2017 par Alain Ketta Bangui lors de nouvelles élections locales anticipées,. 
Le 15 mai 2021, il est nommé Ministre de l’Enseignement technique et professionnel au sein du gouvernement Makosso. Il se porte par la suite candidat sous l'étiquette du PCT dans la circonscription de Sembé lors des législatives de 2022. Étant le seul candidat en lice, il est élu dès le premier tour,.

## Vie personnelle
Ghislain Thierry Maguessa Ebomé épouse Laeticia Nkoua en octobre 2022. Cette dernière meurt l'année suivante en France, le 15 novembre 2023, des suites d'un malaise cardiaque, alors qu'elle réalisait un scanner dans une clinique de la ville de Ris-Orangis. Sa mort étant jugée suspecte, une enquête est alors ouverte par la police française.